# غلين هويلز
غلين هويلز (بالإنجليزية: Glenn Howells)‏ هو مهندس معماري بريطاني، ولد في القرن العشرين في ستوربريدج في المملكة المتحدة.

## وصلات خارجية
- الموقع الرسمي